# Cephonodes tamsi
Cephonodes tamsi là một loài bướm đêm thuộc họ Sphingidae. Nó được tìm thấy ở Seychelles.
Nó rất gống với Cephonodes trochilus, nhưng phân biệt bởi các màu đỏ thay vì phía trên màu nâu của vùng bụng và đoạn giữa bụng màu trắng. Phía trên đầu, ngực và chân cánh xanh lá cây đồng nhất. Bụng màu đỏ đồng nhất. Mặt dưới của các phân đoạn bụng màu trắng và chiều ngang màu vàng nhạt, cách nhau bằng màu đen.